# Ruth Adriano Mendes
Ruth Adriano Mendes é uma economista e política angolana. Filiada ao Movimento Popular de Libertação de Angola (MPLA), é deputada de Angola pelo Círculo Eleitoral Nacional desde 28 de setembro de 2017.
Mendes licenciou-se em economia. Trabalhou como assessora econômica e financeira e responsável financeira no Ministério de Energia e Águas.